# シマノ・Deore XT

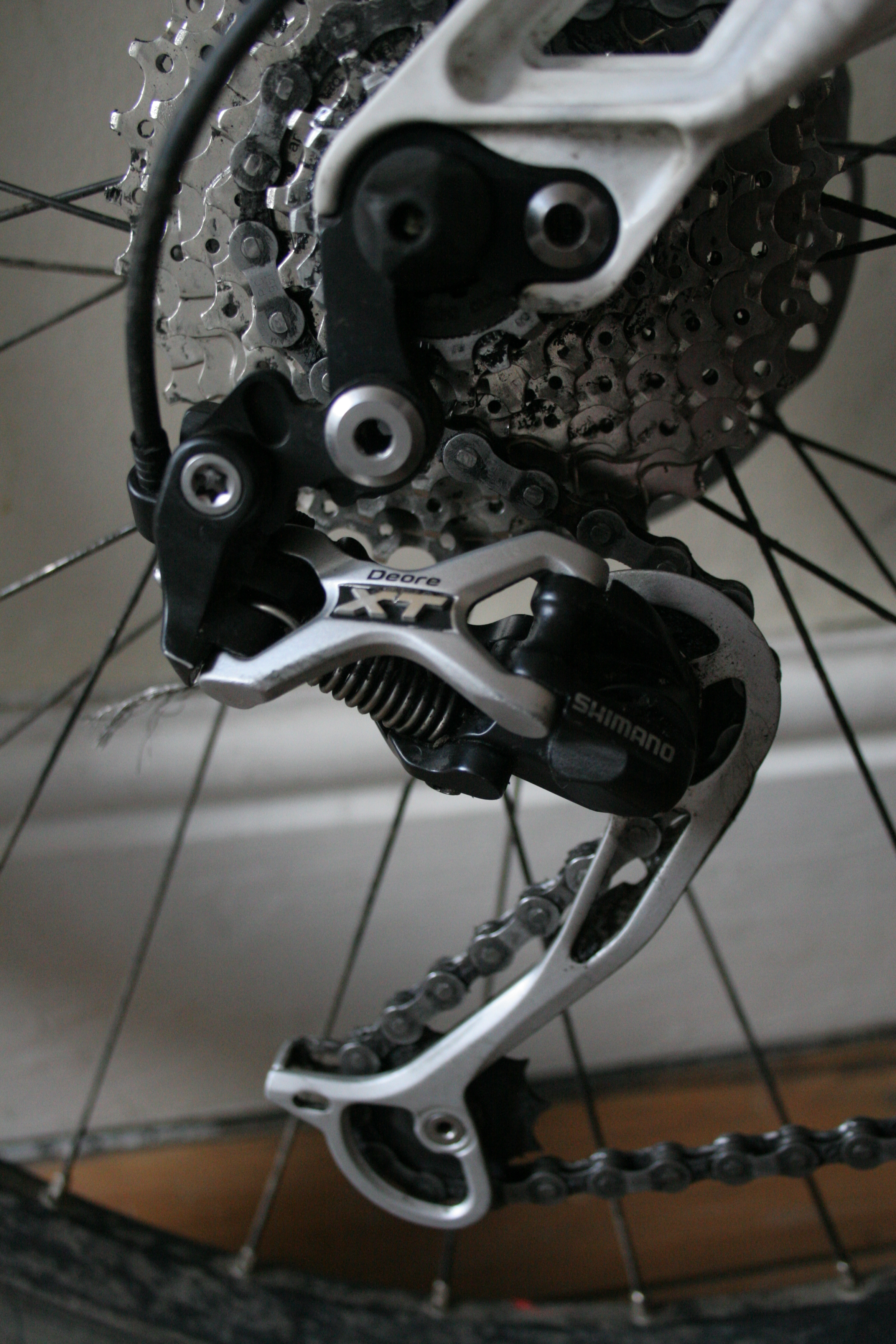
Shimano Deore XT RD-M772 2008 リアディレーラー

Deore XT（デオーレ エックスティー）は、株式会社シマノが開発、販売するマウンテンバイク向けコンポーネントである。

## 概要
1982年、ランドナー向けコンポーネントであったDeoreから派生し、マウンテンバイク(MTB)用コンポーネントとして登場。MTB用と謳ったコンポーネントとしては世界初のコンポーネントである。
1990年にスポーツ用MTB用コンポーネントの下位グレードとしてDeore DX（ミドルグレード）、Deore LX（エントリーグレード）がラインナップされ、Deore XTはハイエンドグレードとしての地位が確立された。
1992年にプロレーシング機材としてXTRが登場し、以降、シマノのMTB用コンポーネントとしてのハイエンドグレードの座はXTRに譲り、セカンドグレードとなった。
2008年にはSLXが登場し、2019年にはXTの12sと互換性のあるM7100系（同年のDeore M6100系が下位）が登場し、XTがさらに上位グレードとなった。
軽量設計であるが、きわめて堅牢であり、高い信頼性を持つのが特徴で、新機能や新技術も比較的すぐに導入されるため（XTRより先に導入されるものもある）、非舗装路のセミプロレーシング向けとしても使用される。
同社のMTB用コンポーネントとしてはもっとも長い歴史を持っている。
完成車では2023年時点で定価50万円以上で販売されるものに採用されていることが多い。

## モデルチェンジ・M770番台投入
2007年9月末発売。全般に軽量化が重視され、それまでシマノではあまり積極的に採用されていなかったカーボンコンポジット製パーツが投入されている。
それまでのクロスカントリーMTB向けのパーツに加え、オールマウンテン向け機能を持ったパーツとして、ローギアでは全体がハブ軸の内側に隠れるシマノ・シャドー・リアディレイラーと、20ミリのフロントハブ軸が新たにラインナップに追加されている。クロスバイク向けには、48Tをアウターギアとするクランクセットや、3フィンガータイプのブレーキレバーなどが投入された。ブレーキは従来通り油圧式ディスクブレーキとVブレーキだが、後者は、それまでの特徴だったパラレルリンク構造が採用されず、一般的な形式になっている。
Deore XTのグループには、クロスカントリー系MTB向けと、オールマウンテンMTB系向けパーツが共に含まれ、さらにクロスバイク向けのパーツも含まれることになったため、Deore XTを称するパーツは非常に種類が多くなった。下位にあたるDeore LXシリーズが、モデルチェンジに際してオールマウンテンMTB向けパーツをSLXとして独立させ、クロスバイクに的を絞ったパーツ構成になったのとは、対照的である。
さらに2010年、M773orM77*-10系としてフロントが3段でリアを10段変速とし、増加した1速分を変速範囲の拡大ではなく、既存の範囲の細分化に当て、全体をクロスギア化した新機軸のドライブトレインが追加された。

## 歴代モデル
世代毎に細かいモデルチェンジを行っているが、大きくは以下の通り。
M700系（1983年発売）
初代XT、ディレイラーに鹿のエンブレムが施された見た目の特徴から通称は「鹿ディオーレ」。シフターおよびカンティレバーブレーキにはブラックバージョンも用意された。リア6速対応。
M730～M735系（1987年発売）
この系列はコンポーネント全体の刷新はなく、パーツごとにマイナーチェンジが繰り返されていた。パーツによっては型番の変更が行われていても、実際は前モデルと何ら変わらないパーツが存在する。特にSTIレバーは型番がM09x(xは世代の数字)となっていたりするものも存在し、世代の同定は困難を極める。世代間の互換性も厳密に線が引かれているわけではないため世代をまたいでの混成も度々散見される。
M730系：SIS化
M732系：7速化、SLR導入
M733系：Uブレーキにブレーキブースター追加(U-II BRAKEと記載あり)
M735系：ラピッドファイヤー化
M737系～M739系（1994年発売）
フルモデルチェンジ。この世代よりXTRの下位互換となる。
M737系：リア8速化、ラピッドファイヤープラス化。
M739系：Vブレーキ化(パラレルリンク搭載)
M750系（1998年発売）
リア9速対応、Vブレーキ登場。Uブレーキ廃止。
M760系（2003年発売）
リア9速対応、油圧式ディスクブレーキ登場。
M770系（2007年発売）
リア9〜10速対応。
M780系（2012年発売）
リア10速対応。シングルテンションとスタビライザーでチェーン落ちを防ぐ、シマノ・シャドー・RD+登場。Vブレーキ廃止。
M8000系（2015年発売）
リア11速対応。
M8100系（2019年発売）
- リア12速対応。12速化に伴いMICRO SPLINE[9]とHYPERGLIDE+[10]採用、チェンーリング、フロントトリプル廃止。同年のSLX M7100と互換性がある。

- リア11速対応、LINKGLIDE採用[11]、LINKGLIDEモデルのDEOREやCUESとは互換性があるが、HYPERGLIDE+採用シリーズとは互換性がない。

M8200系（2025年発売）
- HYPERGLIDE+モデル、LINKGLIDEモデルともに、ワイヤレスディレーラー対応[12][13]。

## 名称
詳細はDEOREの名称の項を参照。